# نرمال (فیلم ۲۰۲۶)
نرمال (به انگلیسی: Normal) یک فیلم اکشن، جنایی و دلهره‌آور آمریکایی آماده اکران به کارگردانی بن ویتلی بر اساس فیلمنامه‌ای نوشته دریک کولستاد و باب ادنکیرک است. ادنکیرک همچنین در این فیلم در کنار هنری وینکلر، لینا هیدی، رایان آلن، بیلی مک‌للان، برندن فلچر، پیتر شینکودا و جس مک‌لئود بازی می‌کند. تمرکز روی یک کلانتر موقت شهری کوچک است که پس از سرقت از بانک محلی، اسرار تاریکی را کشف می‌کند.

## داستان
اولیس (ادنکیرک) به شهر خواب آلود نرمال می‌آید تا پس از درگذشت کلانتر اصلی به عنوان کلانتر موقت خدمت کند. یک سرقت از بانک در نرمال باعث می‌شود که اولیس متوجه اسرار عجیبی می‌شود و …

## ساخت
فیلمبرداری اصلی در ۲۱ اکتبر ۲۰۲۴ در وینیپگ آغاز شد.